# The Killers diskografi
Det amerikanska rockbandet The Killers diskografi består av tre studioalbum, ett samlingsalbum, två EP samt 18 singlar. Som en del av postpunk revival-rörelsen, tog The Killers influenser från musikstilar från 1980- samt 1990-talet. Gruppens debutalbum, Hot Fuss (2004) gav bandet stor succé. The Killers andra album, Sam's Town, släpptes 2006 och samlingsalbumet Sawdust, innehållandes B-sidor, rariteter samt nytt material, släpptes 2007. Bandets tredje studioalbum, Day & Age, producerades av Stuart Price och släpptes 2008. Bandets första tre album har sålt över 15 miljoner enheter världen över. The Killers fjärde studioalbum, Battle Born släpptes den 18 september 2012.

## Album

### Studioalbum
| Titel                                                                                 | Albumdetaljer                                                                          | Topplaceringar    | Topplaceringar    | Topplaceringar    | Topplaceringar    | Topplaceringar    | Topplaceringar    | Topplaceringar    | Topplaceringar    | Topplaceringar    | Topplaceringar    | Topplaceringar    | Certifieringar |
| Titel                                                                                 | Albumdetaljer                                                                          | USA               | AUS               | ÖST               | KAN               | TYS               | IRL               | NED               | NZ                | NOR               | SVE               | UK                | Certifieringar |
| ------------------------------------------------------------------------------------- | -------------------------------------------------------------------------------------- | ----------------- | ----------------- | ----------------- | ----------------- | ----------------- | ----------------- | ----------------- | ----------------- | ----------------- | ----------------- | ----------------- | --- |
| Hot Fuss                                                                              | - Utgivet: 7 juni 2004 - Skivbolag: Island - Format: CD, LP, digital nedladdning       | 7                 | 1                 | 60                | 4                 | 75                | 1                 | 46                | 5                 | —                 | —                 | 1                 | - USA: 3× platina - ARG: Guld - AUS: 3× platina - BEL: Guld - KAN: 3× platina - FRA: Guld - TYS: Guld - IRL: 7× platina - UK: 6× platina                        |
| Sam's Town                                                                            | - Utgivet: 3 oktober 2006 - Skivbolag: Island - Format: CD, LP, digital nedladdning    | 2                 | 2                 | 5                 | 1                 | 6                 | 1                 | 14                | 1                 | 10                | 13                | 1                 | - USA: Platina - ARG: Guld - AUS: 2× platina - BEL: Guld - CAN: 2× platina - GER: Guld - IRL: 4× platina - UK: 4× platina                                       |
| Day & Age                                                                             | - Utgiven: 24 november 2008 - Skivbolag: Island - Format: CD, LP, digital nedladdning  | 6                 | 4                 | 9                 | 6                 | 8                 | 1                 | 12                | 2                 | 1                 | 8                 | 1                 | - USA: Guld - AUS: Platina - ÖST: Guld - CAN: Platina - GER: Guld - GRE: Guld - IRL: 4× platina - ME: Guld - NOR: Guld - SVE: Guld - SCH: Guld - UK: 4× platina |
| Battle Born                                                                           | - Utgivet: 18 september 2012 - Skivbolag: Island - Format: CD, LP, digital nedladdning | Släpps 2012-09-18 | Släpps 2012-09-18 | Släpps 2012-09-18 | Släpps 2012-09-18 | Släpps 2012-09-18 | Släpps 2012-09-18 | Släpps 2012-09-18 | Släpps 2012-09-18 | Släpps 2012-09-18 | Släpps 2012-09-18 | Släpps 2012-09-18 | |
| "—" betecknar en inspelning som inte listades eller inte släpptes i just det området. |                                                                                        |                   |                   |                   |                   |                   |                   |                   |                   |                   |                   |                   | |

### Samlingsalbum
| Titel   | Albumdetaljer                                                                        | Topplaceringar | Topplaceringar | Topplaceringar | Topplaceringar | Topplaceringar | Topplaceringar | Topplaceringar | Topplaceringar | Topplaceringar | Topplaceringar | Certifications                           |
| Titel   | Albumdetaljer                                                                        | USA            | AUS            | ÖST            | KAN            | TYS            | IRL            | NED            | NZ             | NOR            | UK             | Certifications                           |
| ------- | ------------------------------------------------------------------------------------ | -------------- | -------------- | -------------- | -------------- | -------------- | -------------- | -------------- | -------------- | -------------- | -------------- | ---------------------------------------- |
| Sawdust | - Utgiven: 9 november 2007 - Skivbolag: Island - Format: CD, LP, digital nedladdning | 12             | 6              | 35             | 10             | 53             | 13             | 72             | 18             | 29             | 7              | - AUS: Guld - IRL: Platina - UK: Platina |

### Livealbum
| Titel                           | Albumdetaljer                                               | Topplacering | Topplacering | Topplacering | Topplacering | Certifieringar                                                        |
| Titel                           | Albumdetaljer                                               | SPA          | TYS          | MEX          | NED          | Certifieringar                                                        |
| ------------------------------- | ----------------------------------------------------------- | ------------ | ------------ | ------------ | ------------ | --------------------------------------------------------------------- |
| Live from the Royal Albert Hall | - Utgiven: 6 november 2009 - Skivbolag: Island - Format: CD | 42           | 60           | 5            | 35           | - US: Platina - AUS: Platina - BRA: Guld - IRL: Guld - UK: 4× platina |

### Demoalbum
| Titel       | Albumdetaljer                                                                        |
| ----------- | ------------------------------------------------------------------------------------ |
| The Killers | - Utgiven: februari 2002 - Skivbolag: Självutgiven - Format: CD, digital nedladdning |

## EP
| Titel              | EP-detaljer                                                                   | Topplaceringar | Topplaceringar | Topplaceringar |
| Titel              | EP-detaljer                                                                   | USA            | AUS            | UK             |
| ------------------ | ----------------------------------------------------------------------------- | -------------- | -------------- | -------------- |
| (RED) Christmas EP | - Utgiven: 30 november 2011 - Skivbolag: Island - Format: Digital nedladdning | 85             | 77             | 104            |

## Singlar
| Titel                                                                                 | År   | Topplaceringar | Topplaceringar | Topplaceringar | Topplaceringar | Topplaceringar | Topplaceringar | Topplaceringar | Topplaceringar | Topplaceringar | Topplaceringar | Topplaceringar | Certifieringar                             | Album              |
| Titel                                                                                 | År   | US             | US Alt.        | AUS            | ÖST            | KAN            | TYS            | IRL            | NED            | NZ             | SVE            | UK             | Certifieringar                             | Album              |
| ------------------------------------------------------------------------------------- | ---- | -------------- | -------------- | -------------- | -------------- | -------------- | -------------- | -------------- | -------------- | -------------- | -------------- | -------------- | ------------------------------------------ | ------------------ |
| "Somebody Told Me"                                                                    | 2004 | 51             | 3              | 17             | —              | —              | —              | 9              | 45             | 13             | —              | 3              | - US: Platinum                             | Hot Fuss           |
| "Mr. Brightside"                                                                      | 2004 | 10             | 3              | 29             | 61             | —              | 60             | —              | —              | 15             | —              | 10             | - USA: 2× platina - BRA: Guld - UK: Silver | Hot Fuss           |
| "All These Things That I've Done"                                                     | 2004 | 74             | 10             | 42             | —              | 52             | —              | 46             | —              | 36             | 35             | 18             | - US: Guld                                 | Hot Fuss           |
| "Smile Like You Mean It"                                                              | 2005 | —              | 15             | 47             | —              | —              | —              | 20             | —              | —              | —              | 11             |                                            | Hot Fuss           |
| "When You Were Young"                                                                 | 2006 | 14             | 1              | 10             | —              | 5              | 44             | 6              | 51             | 10             | 45             | 2              | - USA: Platina - BRA: Diamant              | Sam's Town         |
| "Bones"                                                                               | 2006 | —              | 21             | 22             | —              | —              | 88             | 24             | —              | 16             | —              | 15             | - BRA: Diamond                             | Sam's Town         |
| "A Great Big Sled"[A] (med Toni Halliday)                                             | 2006 | 54             | —              | —              | —              | —              | —              | —              | —              | —              | —              | —              |                                            | (RED) Christmas EP |
| "Read My Mind"                                                                        | 2007 | 62             | 8              | 32             | 56             | 39             | 60             | 18             | —              | 20             | —              | 15             |                                            | Sam's Town         |
| "For Reasons Unknown"                                                                 | 2007 | —              | —              | —              | —              | —              | —              | —              | —              | —              | —              | 53             |                                            | Sam's Town         |
| "Shadowplay"                                                                          | 2007 | 68             | 19             | —              | —              | 49             | —              | —              | —              | —              | —              | 115            |                                            | Sawdust            |
| "Tranquilize" (med Lou Reed)                                                          | 2007 | —              | —              | 84             | 57             | 59             | —              | —              | —              | —              | —              | 13             |                                            | Sawdust            |
| "Don't Shoot Me Santa"[B]                                                             | 2007 | 108            | —              | —              | —              | 23             | —              | 49             | —              | —              | —              | 34             |                                            | (RED) Christmas EP |
| "Human"                                                                               | 2008 | 32             | 6              | 28             | 6              | 9              | 4              | 4              | 2              | 17             | 4              | 3              | - US: Platina - GER: Guld - UK: Guld       | Day & Age          |
| "Spaceman"                                                                            | 2008 | 67             | 8              | 62             | 44             | 47             | 29             | 33             | 22             | —              | —              | 40             |                                            | Day & Age          |
| "Joseph, Better You Than Me" (med Elton John och Neil Tennant)                        | 2008 | —              | —              | —              | 64             | 43             | —              | —              | —              | —              | —              | 88             |                                            | (RED) Christmas EP |
| "The World We Live In"                                                                | 2009 | —              | —              | —              | —              | —              | —              | —              | 42             | —              | —              | 82             |                                            | Day & Age          |
| "A Dustland Fairytale"                                                                | 2009 | —              | 36             | —              | —              | —              | —              | —              | —              | —              | —              | 137            |                                            | Day & Age          |
| "¡Happy Birthday Guadalupe!" (med Wild Light och The Bronx)                           | 2009 | —              | —              | —              | —              | 10             | 98             | —              | —              | —              | —              | 110            |                                            | (RED) Christmas EP |
| "Boots"                                                                               | 2010 | 79             | —              | —              | —              | 73             | —              | —              | —              | —              | —              | 53             |                                            | (RED) Christmas EP |
| "The Cowboys' Christmas Ball"                                                         | 2011 | —              | —              | —              | —              | —              | —              | —              | —              | —              | —              | 112            |                                            | (RED) Christmas EP |
| "Runaways"                                                                            | 2012 | 78             | 7              | 67             | —              | 37             | 44             | —              | 35             | —              | —              | —              |                                            | Battle Born        |
| "—" betecknar en inspelning som inte listades eller inte släpptes i just det området. |      |                |                |                |                |                |                |                |                |                |                |                |                                            |                    |

### Andra listplacerade låtar
| "Glamorous Indie Rock & Roll"[C]                                                      | 2005 | 113 | —  | —  | Hot Fuss |
| "Romeo and Juliet"                                                                    | 2007 | —   | 98 | 86 | Sawdust  |
| "—" betecknar en inspelning som inte listades eller inte släpptes i just det området. |      |     |    |    |          |

## Musikvideor
| År   | Låt                                            | Regissör(er)                      |
| ---- | ---------------------------------------------- | --------------------------------- |
| 2004 | "Somebody Told Me"                             | Brett Simon                       |
| 2004 | "Mr. Brightside" (UK version)                  | Brian & Brad Palmer               |
| 2004 | "All These Things That I've Done" (UK version) | Alexander Hemming & Kristy Gunn   |
| 2004 | "Mr. Brightside" (US version)                  | Sophie Muller                     |
| 2005 | "Smile Like You Mean It"                       | Chris Hopewell                    |
| 2005 | "All These Things That I've Done" (US version) | Anton Corbijn                     |
| 2006 | "When You Were Young"                          | Anthony Mandler                   |
| 2006 | "Bones"                                        | Tim Burton                        |
| 2006 | "A Great Big Sled"                             | Stephen Penta                     |
| 2007 | "Read My Mind"                                 | Diane Martel                      |
| 2007 | "For Reasons Unknown"                          | Diane Martel                      |
| 2007 | "Tranquilize"                                  | Anthony Mandler                   |
| 2007 | "Shadowplay"                                   | Spencer Kaplan & Jonathan V. Sela |
| 2007 | "Don't Shoot Me Santa"                         | Matthew Gray Gubler               |
| 2008 | "Human"                                        | Daniel Drysdale                   |
| 2008 | "Joseph, Better You Than Me"                   | Daniel Drysdale & Tyler Trautman  |
| 2009 | "Spaceman"                                     | Ray Tintori                       |
| 2009 | "The World We Live In"                         | Daniel Drysdale[källa behövs]     |
| 2009 | "A Dustland Fairytale"                         | Anthony Mandler                   |
| 2009 | "Goodnight, Travel Well"                       | David Slade                       |
| 2009 | "¡Happy Birthday Guadalupe!"                   | Chris Callister                   |
| 2010 | "Boots"                                        | Jared Hess                        |
| 2011 | "The Cowboys' Christmas Ball"                  | Roboshobo                         |
| 2012 | "Runaways"                                     | Warren Fu                         |